# Point Blank (videogioco)
Point Blank (ガンバレット?, Gunbullet) è un videogioco arcade del 1994, di tipo sparatutto in prima persona con light gun, sviluppato da Namco. Nel 1997 è stata realizzata una conversione del gioco per PlayStation.
Del videogioco sono stati prodotti due seguiti per cabinato e PlayStation, oltre ad una versione per Nintendo DS.

## Modalità di gioco
Si gioca in singolo o in due giocatori. L'arcade è provvisto di una pistola ottica con la quale bisogna colpire i vari bersagli (animali, scheletri, gangster, ninja e così via) che appaiono sullo schermo. 
Point Blank consta di quattro missioni, il cui ordine viene stabilito dal giocatore. Ognuna delle missioni contempla quattro prove, che richiedono velocità e precisione. È previsto un round bonus a cavallo tra la seconda e la terza missione.
Le vite a disposizione sono inizialmente tre; è possibile incrementarle nei round bonus. 
Si può perdere una vita nei seguenti modi:
- non riuscendo a superare una prova (nella maggior parte dei casi si tratta di eliminare un certo numero di bersagli entro un tempo previsto, variabile di volta in volta; in altre prove invece bisogna cercare di salvare il dr. Don e il dr. Dan da vari pericoli, evitando quindi di lasciarli morire)
- sparando ai bersagli sbagliati: a seconda delle prove possono essere una bomba, un ostaggio oppure un bersaglio di colore diverso.

Una volta completate tutte le missioni si accede alla prova finale, dove il giocatore in soli cinque secondi dovrà cercare di abbattere tutti i piattelli posti sui merli di un castello.
La versione per PlayStation contiene la Quest Mode, un'avventura strutturata in stile RPG.